# Cardioglossa venusta
Cardioglossa venusta – gatunek płaza bezogonowego z rodziny artroleptowatych (Arthroleptidae). Endemit gór Kamerunu, zagrożony wyginięciem.

## Nazwa
Epitet gatunkowy nazwy tego kręgowca – venusta – przywodzi na myśl łaciński przymiotnik venustus, -a, -um oznaczający m.in. „piękny, miły, wdzięczny”.

## Występowanie
Jest to gatunek endemiczny, zamieszkujący wyłącznie Kamerun. Na zachodzie tego kraju w górach znajdują się 3 niewielkie obszary zamieszkiwane przez opisywane tu zwierzę. Obszary te znajdują się na Mount Manengouba, Bamileke Plateau, Mount Nlonako i Rumpi Hills. 
Gatunek bytuje na wysokości 950–1350 m n.p.m., zamieszkując tropikalne lasy górskie i galeriowe w okolicach wartkich strumieni, na obszarach charakteryzujących się wysokimi opadami deszczu. Radzi sobie także w środowisku zdegradowanym.

## Rozmnażanie
W strumieniach.

## Status
W Czerwonej księdze gatunków zagrożonych IUCN płaz ten od 2004 roku klasyfikowany jest jako gatunek zagrożony (EN, ang. Endangered).
Gatunek jest słabo poznany. Jego populacja jest mocno pofragmentowana, a trend jej liczebności nie jest znany.
Jego przyszłość jest niepewna na skutek rozwoju rolnictwa, wyrębu lasów i osadnictwa.